# ميت ربيعة
ميت ربيعة إحدى قرى مركز منوف التابع لمحافظة المنوفية بجمهورية مصر العربية.

## التاريخ
قرية ميت ربيعة من القرى القديمة، حيث وردت باسم «منية ربيعة البيضاء» في أعمال المنوفية ضمن قرى الروك الناصري التي أحصاها ابن الجيعان في كتاب «التحفة السنية بأسماء البلاد المصرية». وفي العصر العثماني وردت باسم «منية ربيعة» في التربيع العثماني الذي أجراه الوالي العثماني سليمان باشا الخادم في عصر السلطان العثماني سليمان القانوني ضمن قرى ولاية المنوفية، وفي تاريخ 1228هـ/1813م الذي عدّ قرى مصر بعد المسح الذي قام به محمد علي باشا باسم «ميت ربيعة» ضمن قرى مديرية المنوفية.

## السكان
بلغ عدد سكان ميت ربيعة 3,237 نسمة، حسب الإحصاء الرسمي لعام 2006.